# Alcide Pavageau

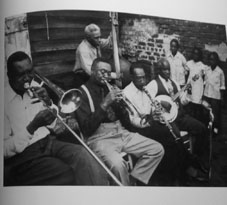
Alcide Pavageau (tweede van links, met de contrabas). Foto van Stanley Kubrick, uit Look, 6 juni 1950

Alcide Louis "Slow Drag" Pavageau (New Orleans, 7 maart 1888 – aldaar, 19 januari 1969) was een Amerikaanse jazzgitarist en -contrabassist.
Pavageau kwam uit een muzikale familie, hij was familie van allerlei muzikale families als de Tio's, de Picou's en de Piron's, wier leden in allerlei vroege jazzbands speelden. Hij begon zijn loopbaan echter als danser, hij was een meester in de "Slow Drag", vandaar zijn bijnaam. Hij leerde rond 1905 gitaar spelen van zijn neef, Ulysses Picou, een zanger uit New Orleans. Pavageau speelde met talloze jazzlegendes, zoals Buddy Petit, Bunk Johnson en Herb Morand. Johnson schepte later op, dat hij Louis Armstrong heeft geleerd op zijn gehoor te spelen. Hij ging contrabas spelen in 1927, in 1943 werd hij lid van de band van George Lewis en in 1945 speelde hij in de groep van Bunk Johnson, in New York. Met Lewis toerde hij internationaal, met de klarinettist was hij tot eind jaren 50 actief. Begin jaren 60 speelde hij in het trio van Louis Cottrell en in die tijd nam hij een plaat op voor Riverside Records, New Orleans: The Living Legends. In de jaren 60 speelde hij veel in de Preservation Hall, in 1965 nam hij een plaat op voor Jazz Crusade.
Pavageau was bijna veertig jaar lang Grand Marshal of the Second Line van de Mardi Gras-parade. 
Alcide Pavageau overleed in 1969 in New Orleans op tachtigjarige leeftijd.
Pavageau's echtegnoot, Sister Annie Pavageau, was een gospelpianiste en -zangeres, die ook opnames heeft gemaakt.

## Discografie (selectie)
met George Lewis
- George Lewis & Turk Murphy at Newport (Verve Records, 1957)

- Bibliothèque nationale de France: cb13948862n (data)
- Gemeinsame Normdatei: 1116649969
- International Standard Name Identifier: 0000 0003 5424 9998
- Library of Congress Control Number: no95057766
- MusicBrainz: 25534ca1-1117-4a74-970d-7862375202a0
- Virtual International Authority File: 22333539
- WorldCat: E39PBJk4J3XGX7RRGhYPxJrQbd